# インターネットアーカイブ

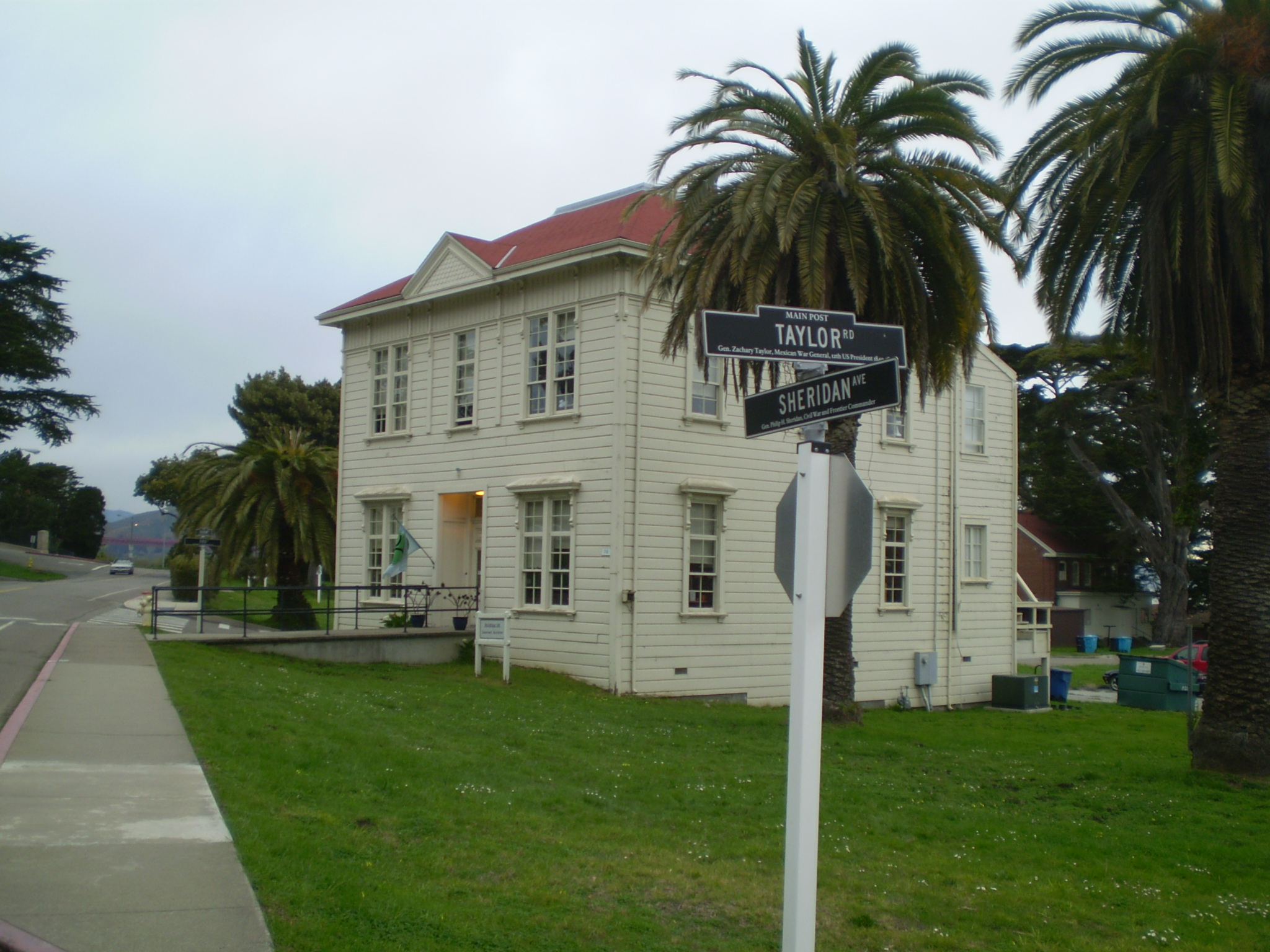
旧インターネットアーカイブ本部（1996年 - 2009年11月）

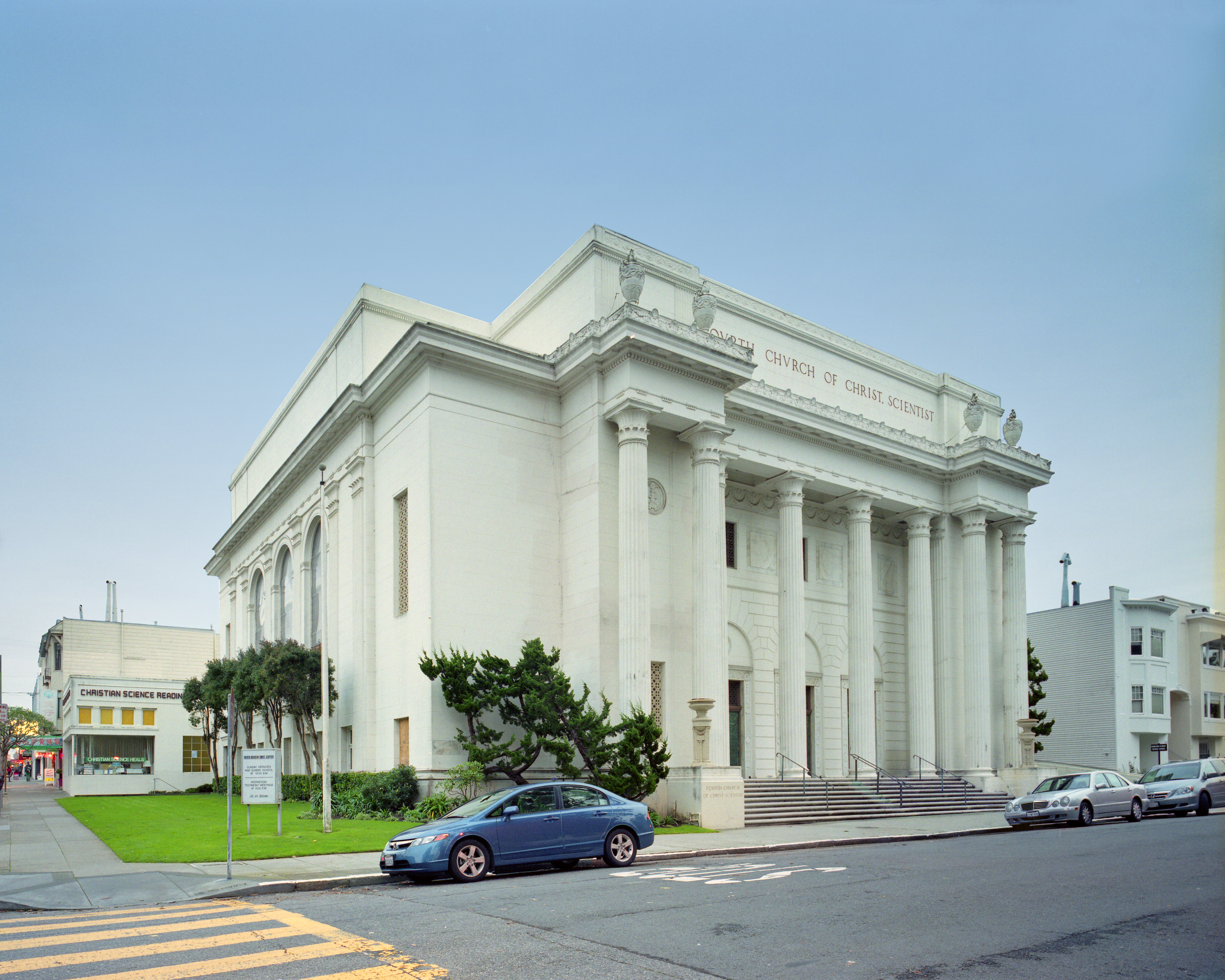
新インターネットアーカイブ本部（2009年11月 - ）

インターネットアーカイブ（Internet Archive）は、WWW・マルチメディア資料のアーカイブ閲覧サービスとして有名なウェイバックマシン（Wayback Machine）を運営しているアメリカの団体である。本部はカリフォルニア州サンフランシスコのリッチモンド地区に置かれている。
アーカイブにはプログラムが自動で、または利用者が手動で収集したウェブページのコピー（ウェブアーカイブ）が混在しており、これは「WWWのスナップショット」と呼ばれる。そのほか、ソフトウェア・映画・本・録音データ（音楽バンドなどの許可によるライブ公演の録音も含む）などがある。アーカイブは、それらの資料を無償で提供している。

## 設立の理念
アーカイブは1996年にブルースター・ケールによって設立された。公式サイトによれば、その使命は以下のとおりである:
人類の知識と遺産を保存してそのコレクションを公開するというその目標からか、アレクサンドリア図書館に例えられることもある。

## ウェイバックマシン

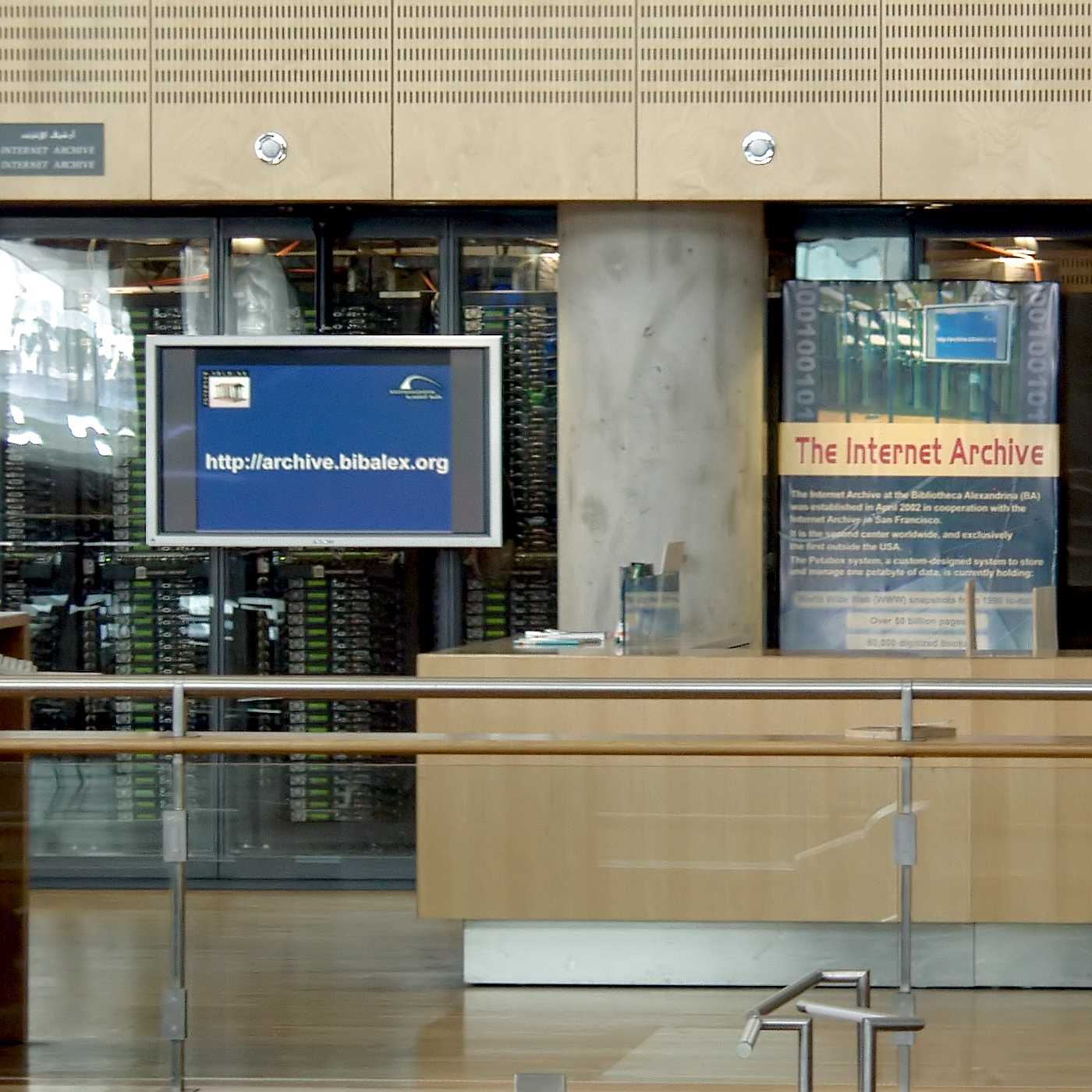
インターネットアーカイブ （新アレクサンドリア図書館）

ウェイバックマシン（Wayback Machine）はインターネットアーカイブが保存するウェブアーカイブを閲覧することのできるサービスである。インターネットアーカイブのもっともよく知られたサービスの一つであり、ときに「インターネットアーカイブ」がウェイバックマシンと同義に使われることもある他、「ウェイバックマシン」がその背景のWebクローリングを含んだ意味で使われることもある。ウェイバックマシンを使えば、ウェブページが保存された時点の状態を閲覧することができ、また「Save Page」にURLを貼り付けることで、そのページをその場でインターネットアーカイブのウェブアーカイブに保存できる。インターネットアーカイブはウェイバックマシンの技術を「3次元インデックス」と呼んでいる。
ウェイバックマシンで閲覧可能なウェブアーカイブは、1996年のサービス開始当時はアレクサ・インターネットから提供されたデータが元であったが、インターネットアーカイブは2010年後半から独自の大規模Webクローリングを開始し、現在では自身で収集したデータが半分以上を占める。以前はデータ収集から公開まで半年から一年かかっていたが、独自のWebクローリングと2013年の技術革新により、数時間から一日で公開されるようになった。また「Save Page」で保存されたものは即時に閲覧可能である。
ウェイバックマシンが保持しているデータ量は、2001年時点ではおよそ100テラバイトに過ぎなかったが、2004年時点で1ペタバイトに達し、月に20テラバイトの割合で増加を続けている。2003年に報告された増加率は月あたり12テラバイトであったので、1年でおよそ倍の速度になった。これは、議会図書館など世界最大規模の図書館の文書量をはるかに上回るものである。そして2012年にはデータ総量は10ペタバイトを超えた。保存されたウェブページ数では、2022年10月現在で7400億を超え、一か月あたりおよそ140億ページの割合で増加中である。このデータのコピーは新アレクサンドリア図書館にも保存されている。
ウェイバックマシンの過去のページの再生表示は、様々な理由により不完全である。具体的にはウェイバックマシンから提供されるHTMLソースにはロボットが収集したものに対して加工が行われており、ソースファイルとして同一のものが提供されない。また、外部ファイル（画像データやJavaScriptなど）の読み込みがある場合、本来の挙動とは異なることが多数ある。例えば、アレクサ・インターネットから提供されるデータにはHTMLファイルしか含まれていないため、2010年以前のアーカイブはページの画像などが表示されないものが大半である。またWebクローリングの技術的制約により、Webページの再生に必要なデータ全てが収集されないことや、Webページの再生表示技術の制約などによりページ表示が正常に行われないことなどは、特に最近の高度に動的なWebページではよく見られる。そのため、本来のページが再現されない場合や、オリジナルのサーバーの現在のファイルを参照してしまうなどのことが起き、必ずしもその時期にそのページやファイルが存在したことを表すの正確性、最新性、完全性、信頼性、またはタイムリーであることに対する保証はされていない。また、ウェブページを構成するスクリプトや画像などの部品はページのHTMLと同時点で収集されたものとは限らず、数年以上の時間差があることも稀ではない。さらに、いったん収集されたWebアーカイブが、著作権や正確性の観点から、関係者の要請やrobots.txtの配置によりウェイバックマシンから取り除かれることもある。
「ウェイバックマシン」という名称は「ロッキーとブルウィンクルの大冒険」の一シーンからとられた。このアニメシリーズは学者風の蝶ネクタイをした犬のピーボディ先生と人間の助手シャーマンが「ウェイバックマシン（WABAC machine）」と呼ぶタイムマシンを使って歴史上の有名な事件にちょっかいを出すというコメディアニメである。
公的な保存とは別途、個人のレベルでも、特定の個人がインターネット上に運営していたWebサイト、Blogを個人の死後も管理、保存することがどのようにして可能か、といった話題もWeb Magazine、Web ニュースなどに出てくるようになった。保険会社などが遺言の執行と合わせて、こうしたサービスを行っているようなものはないが、難病での闘病生活をおくった人のドキュメントやさまざまな公益的で共有すべき内容を持ったもの（人権、環境、社会問題、女性、健康と福祉、情報公開、特殊な個人的体験など）、オンラインソフトウェアの開発サイトなどが、関係者によって保存、維持されている例はある。こうしたものには、Webサイトを保存しているものと、故人を追悼するためのものとが混在している。

### 著作権
ウェイバックマシンは米国著作権法のフェアユース規定にもとづいてウェブアーカイブを構築している。しかしながら後述のように、一部のサービスに対してはいくつかの訴訟が提起されている。

#### 著作権侵害によるインターネットアーカイブに対する訴訟
2020年にアシェット、ハーパーコリンズ、ワイリー、ペンギン・ランダムハウスなどの出版社が著作権侵害によりインターネットアーカイブを提訴した。訴訟の対象となったのは国立緊急図書館（National Emergency Library）であり、これはコロナ禍においてオープンライブラリから派生して提供されたサービスであった。

### Recall サーチエンジン
またInternet Archiveのデータベース的側面としては、現在の特定URLを必要とする形以外のアクセス方法として、2003年9月、Internet Archiveに保存されたウェブページ全体を対象にした検索エンジン「Recall」のベータ版が公開された。検索した単語の頻度をグラフ化して表示する機能があり（2byte文字は未対応）、ネットワーク上の流行調査などに有益なものだったが、2004年9月中旬に停止した。これは「Recall」の開発者であったAnna Pattersonがプロジェクトから離れたためである。Internet Archiveのフォーラムでは新たな検索システムの構築を望む声が多くあがっており、動向が注目される。

### アプリケーションプログラミングインタフェース
ウェイバックマシンはWebブラウザを使ったウェブアーカイブの閲覧だけでなく、アプリケーションプログラミングインタフェースも提供している。2015年時点では、
- Wayback Availability JSON API
- Memento API
- Wayback CDX Server API

がある。

## コレクション
動画、書籍、録音の多くがパブリックドメインにあるか、クリエイティブ・コモンズのライセンスで提供されている。音楽部門には、コンサートでの演奏の録音を許可しているアーティストや演奏家（グレイトフル・デッド、ストリング・チーズ・インシデント、トード・ザ・ウェット・スプロケット、311、fugaziなど）による音源とともに、独立系ミュージシャンの音源も数多く含まれている。
2020年11月, インターネットアーカイブではAdobe FlashのエミュレータとしてRuffleを導入し、Flashアニメーションやゲームのアーカイブを開始した。

## オープンライブラリ
インターネットアーカイブはオープン・ライブラリの運営も行っている。ここではいくつかのスキャンしたパブリックドメイン書籍が容易に閲覧、印刷ができる形式で入手可能である。

### 動画像コレクション
商用映画に加え、動画像コレクションには以下のようなものがある。
ニュース映画コレクション、昔のアニメ（カートゥーン）コレクション、戦争映画・反戦映画などのプロパガンダコレクション、Skip ElsheimerによるA/V Geekコレクション、プレリンガー・アーカイブズによる短編ものコレクション（広告用、教育用、工業用などや家庭用の動画コレクション）
ブリックフィルムコレクションにはレゴによるストップモーション・アニメーションがあり、中には映画のリメイクものをしているものもある。Election 2004（2004年選挙）コレクションは、2004年アメリカ合衆国大統領選挙に関連する動画資料を中立の立場からまとめた資料である。Independent NewsコレクションにはインターネットアーカイブのWorld At War competition from 2001（歴史的事物へのアクセスの重要性を示すための短編映画コンテスト）のようなサブコレクションもある。最もダウンロードされたビデオファイルは、2004年のスマトラ島沖地震の惨禍をとらえたものとなっている。
インターネットアーカイブには以下のような映画が1,500本前後存在する:
- 『戦艦ポチョムキン』
- 『国民の創生』
- 『M』
- 『散り行く花』
- 『ヒズ・ガール・フライデー』
- 『愛のアルバム』
- 『復活の日』
- 『ナイト・オブ・ザ・リビングデッド』
- 『吸血鬼ノスフェラトゥ』
- 『プラン9・フロム・アウタースペース』
- 『リーファー・マッドネス』
- 『三十九夜』
- 『スタア誕生』
- 『ジェーン・エア』 Jane Eyre

en:Special:WhatLinksHere/Template:Internet Archive film（英語）を参照。

## 論争

### サイエントロジーサイト
2002年後半に、インターネットアーカイブはサイエントロジーの批判サイトをいくつもウェイバックマシンから削除した。ウェイバックマシンのエラーメッセージには、この削除は「サイトオーナーの要望による」との文言が載せられていたが、後に明らかになったところによればサイエントロジー教会の弁護士が削除を要求したものであった。この削除要求の法的根拠は不明であり、実際のサイトオーナー自身が削除を要求したものではなかった。

### アーカイブ内のウェブページの証拠能力
2004年10月の「ポーランド・テレビ・SA社 対 エコースター・サテライト社」の裁判において、ウェイバックマシンのアーカイブが法的証拠の情報源として使われた。ポーランド・テレビはポーランドのテレビ局TVPポロニア (TVP Polonia) の提供元であり、エコースター・サテライトはアメリカの衛星テレビ放送ネットワークである、ディッシュ・ネットワークの運営元である。裁判の過程で、エコースター社はテレウジャ・ポルスカ社のウェブサイトの過去の内容の証拠として、ウェイバックマシンのスナップショットをあげた。テレウジャ・ポルスカ社は、伝聞および非公式情報に基づくものとしてやめさせようとしたものの、判事のアーランダー・キーズ氏は、Polska の伝聞証拠の主張を却下し、アーカイブされたコピーは、Polska が以前にそのサイトに投稿した内容を示しているだけなので、伝聞証拠であるという理由で裁判の証拠から排除されないと判断した。。

### グレイトフル・デッド
2005年11月、グレイトフル・デッドのコンサートの模様を収録した資料の無料ダウンロードが削除された。ニューヨーク・タイムズ紙の報道によれば、ジョン・ペリー・バーロウはこの変化の原因として、ボブ・ウィアー、ミッキー・ハート、ビル・クロイツマンのバンドの元メンバー3名の名を挙げた。元メンバーのフィル・レッシュは2005年11月30日付けでこの削除について個人サイト上でコメントを出した:
グレイトフル・デッドのショーの全てが感謝祭前にArchive.orgから消えたのが気になった。私はこの決定に関与していないが、これら資料の引き上げについて聞かされていなかった。私はこの音源こそがグレイトフル・デッドの伝説であると信じているし、これらが求める人全ての手に入ることを望む。
ブリュースター・カールが11月30日にフォーラムへ投稿し、「観客による録音資料はダウンロードもしくはストリーム配信可能である。しかしながら、ミキサーでの録音資料はストリーム配信にのみ限られる。」とのバンドメンバーとの合意に達した内容をまとめた。

### インドからのアクセス遮断
2017年8月から、インド国内からのインターネットアーカイブへのアクセスが禁止された。インドの映画製作会社2社が、映画の著作権侵害防止のために2,500超のウェブサイトへのアクセス遮断を訴える裁判を起こしており、その中にはインターネットアーカイブも含まれていた。インド、チェンナイにあるマドラス高等裁判所は、8月2日にこれらの申し立てを認めている。インターネットアーカイブ側はブロックした電気通信局と連絡を取ろうとしているが、返答がない。

## ホスティング環境
ネット上のすべてのデータを収拾するサイトである性格上、そのホスティング環境は巨大なものである。2009年まではHDD4台を搭載した800台のLinuxクラスターで運用していたが、2009年春にサン・マイクロシステムズのSun Fire X4500 63台のクラスターに変更された。OSはSolaris10で、1台あたり1テラバイトHDDを48台搭載（＝総計3ペタバイト）、ファイルシステムはZFSを採用していた。施設には専用のSun Modular Datacenterを使用していて、全データが輸送用コンテナひとつに収まっていた。これはその後次第にPetaboxと呼ばれる独自設計のラックマウント型Linuxサーバークラスターに置き換えられ、現在はPetaboxの第二世代が稼働中である。カリフォルニアベイエリアに3つのデータセンター拠点を持つ。

## 対応ブラウザ
閲覧するウェブブラウザについて、2019年8月頃からInternet Explorerで保存一覧を見ることができなくなっている。Google Chromeでは従来通り閲覧可能。

## データ漏洩
2024年10月9日から10日にかけてインターネットアーカイブはDoS攻撃を受け、ウェイバックマシンを含むarchive.org系列のサイトがダウンした。
10月9日、セキュリティウェブサイトHave I Been Pwned?は年9月28日に発生したリークによって31,081,179のアカウント情報が漏洩したことを報告した。 インターネットアーカイブ運営者のブリュースター・ケールは漏洩を確認し、「JSライブラリを介したウェブサイトの改竄、ユーザー名／電子メール／ソルト化されたパスワードの漏洩」を検出したこと、ライブラリが無効になっていること、またインターネットアーカイブのセキュリティをアップデートしていることを伝えた。
DoS攻撃とデータの漏洩が関係しているかは明らかではない。
乗っ取られた状態のウェブサイトには次のようなポップアップが表示されていた。

Have you ever felt like the Internet Archive runs on sticks and is constantly on the verge of suffering a catastrophic security breach? It just happened. See 31 million of you on HIBP!（インターネットアーカイブが、不安定で常に壊滅的なセキュリティ侵害に見舞われそうになっていると感じたことはありませんか? それが今起こったのです。HIBP（Have I Been Pwned?） で 3,100 万人のユーザーをご覧ください!）